# Правец 82
Пра́вец 82 (болг. Правец 82; изначальное название — «ИМКО-2») — домашний компьютер, производившийся в 1983—1989 годах в Болгарии на заводе в Правеце. Основан на компьютере «ИМКО-1» и является копией «Apple II» (по другой версии — «Apple II Plus»). В основном устанавливался в школах и компьютерных клубах, а также экспортировался за границу. «Правец 82», по мнению журналиста Николы Джёрджевича, помог целому поколению болгар познакомиться с информационными технологиями и освоить их.

## Описание
«Правец 82» представляет собой копию компьютера «Apple II» (по версии Владимира Фёдорова — «Apple II Plus»). «Правец 82» был основан на своём предшественнике «ИМКО-1», имевшем тактовую частоту процессора в 1 мегагерц, 48 килобайт памяти и слот для кассет и способном управлять роботизированной рукой, и отличался от него рядом усовершенствований, например, наличием 5,25-дюймового флоппи-дисковода.

## История

### Предыстория
По словам бывшего президента Болгарии Росена Плевнелиева, в начале 1980-х годов страна специализировалась в сфере компьютеров и программного обеспечения и входила в пятёрку наиболее крупных экспортёров комплектующих для вычислительной техники (из всех стран мира). Болгарская коммунистическая партия считала, что компьютеризация поможет оживить экономику страны. Так, в 1979 году в Институте технической кибернетики и робототехники был создан персональный компьютер «ИМКО-1» («индивидуальный микрокомпьютер»), представлявший собой клон компьютера «Apple II Plus» с небольшими изменениями, например, «ИМКО-1» был способен отображать кириллические шрифты.

### Правец 82

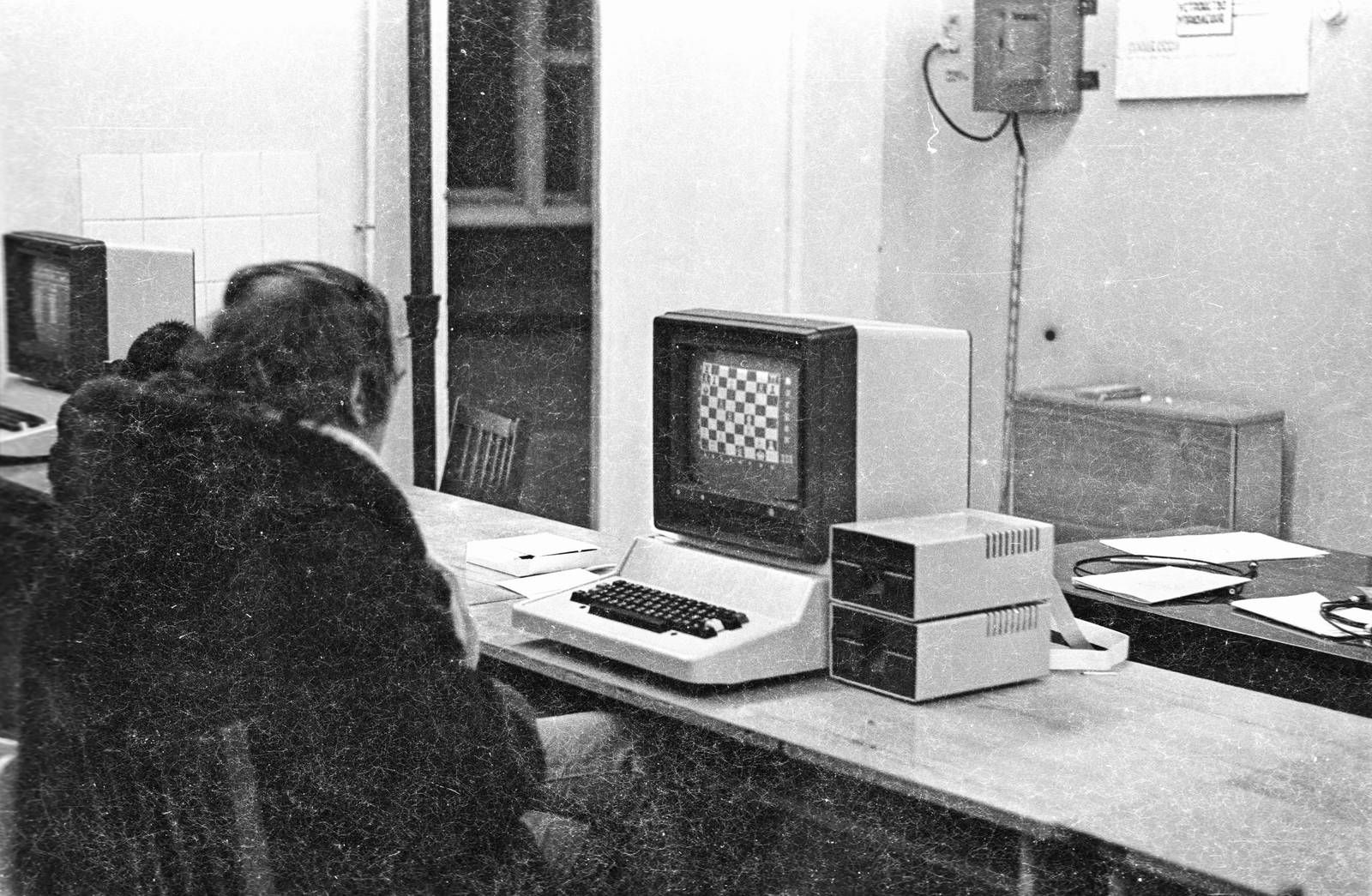
Компьютер «Правец 82» в компьютерном классе школы №2 на Чкаловском посёлке (ныне микрорайон Чкаловский в Переславле-Залесском)

«ИМКО-1» стал прототипом для компьютера «ИМКО-2», в 1982 году переименованном в «Правец 82» вследствие его внедрения на заводе по производству компьютеров в Правеце. Производство «Правеца 82» началось в апреле 1983 года, машина стала основой для всех последующих болгарских компьютеров. Разработчиками компьютера являются сотрудники Института технической кибернетики и робототехники при Болгарской академии наук Иван Марангозов и Петр Петров. Несмотря на то, что компьютер являлся персональным, его чаще устанавливали в школах по распоряжению правительства, так как «Правец 82» было тяжело приобрести в личное пользование. «Правец 82» также использовался в компьютерных клубах, участники которых занимались изучением программирования и робототехники. В конце 1980-х годов Болгария экспортировала за рубеж около 40% от всех компьютеров (включая «Правец 82»), производимых в странах Совета экономической взаимопомощи. После упразднения социализма в Болгарии производство и продажа компьютеров прекратились.

## Влияние
Никола Джёрджевич отмечает, что компьютер «Правец 82» помог целому поколению болгар познакомиться с информационными технологиями и освоить их, что стало одной из предпосылок к становлению Болгарии региональным лидером в сфере информационных технологий.